# Stożkówka półkulista

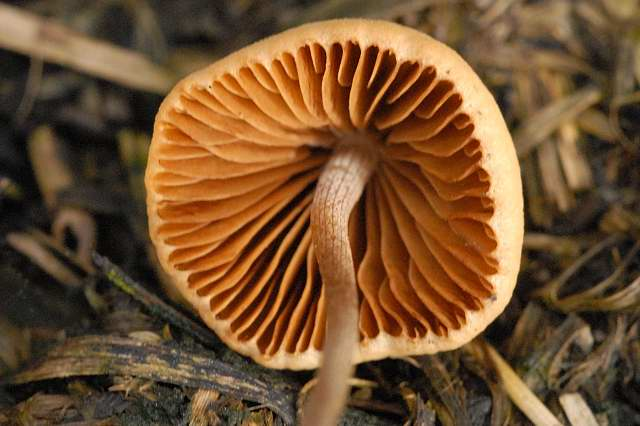

Stożkówka półkulista (Conocybe semiglobata Kühner & Watling) – gatunek grzybów z rodziny gnojankowatych (Bolbitiaceae).

## Systematyka i nazewnictwo
Pozycja w klasyfikacji według Index Fungorum: Conocybe, Bolbitiaceae, Agaricales, Agaricomycetidae, Agaricomycetes, Agaricomycotina, Basidiomycota, Fungi.
Synonimy:
- Conocybe semiglobata var. campanulata Hauskn. 2009
- Conocybe semiglobata Kühner & Watling 1980 var. semiglobata
- Conocybe tenera f. semiglobata Kühner 1935
- Galera tenera f. convexa J.E. Lange 1938

Nazwę polską zaproponował Władysław Wojewoda w 2003 r..

## Morfologia
Kapelusz
Średnica 0,7–2,4 cm, kształt półkulisty lub nisko wypukły, czasami z garbkiem. Brzeg prążkowany. Powierzchnia gładka, matowa, o barwie od żółtobrązowej przez rdzawobrązową do brązowej, u starszych okazów blaknąca do ochrowej.
Blaszki
Średnio gęste, ochrowe, czasami bardzo ciemne.
Trzon
Wysokość 2,5–9,5 cm, grubość do 2 mm, cylindryczny, rozszerzający się przy podstawie. Powierzchnia gładka, początkowo o barwie od białawej do jasnopomarańczowej, potem ciemniejsza.
Cechy mikroskopowe
Zarodniki o rozmiarach (9,94) 10,72–12,90 (13,84) × (5,39) 6,04–7,14 (7,36) µm, średnio 11,96 × 6,6 µm, o ścianie grubości do 0,9 μm. Pora rostkowa jedna, o średnicy 1,7–2,0 μm, środkowa, lekko wypukła. Podstawki 18,1–21,2 × 8.8–10 μm, maczugowate, 4-zarodnikowe. Cheilocystydy lecytynowe (14,0) 15,5–12,5 (21,7) × (8,1) 8,2–9,9 (10,3) μm, średnio 18,0 × 9,0 μm. Posiadają główkę o średnicy (3,2) 3,6–4,9 (5,1) μm, średnio 4,2 μm osadzoną na szyjce o długości (0,7) 1,0–2,5 (3,1) μm, średnio 1,8 μm. Brak pleurocystyd. Trama złożona z walcowatych strzępek o średnicy 2–4 μm, pomieszanych z innymi, nabrzmiałymi strzępkami o średnicy do 14 μm. Komórki skórki kapelusza wrzecionowate, o rozmiarach 28,2–31,9 × 12,1–15,3 μm, z brązowawo zabarwioną stopą. Liczne pileocystydy o rozmiarach 27,7–37,6 × 5,1–7,6 μm, średnio 26 × 7 μm. Posiadają główkę o średnicy (3,2) 4–5 μm, średnio 4,5 μm osadzoną na szyjce o długości 8,7–13,0 μm, średnio 10,5 μm. Kaulocystydy  również liczne, (14,3) 15,5–27,0 (31,7) × (6,2) 6,5–9,5 (10,1) μm, średnio 31,38 × 6,43 μm, o główce (4,7–5,5 μm, średnio 5,17 μm i szyjce (1,4) 1,7–5,7 (6,6) μm, średnio 10,7 μm. Obecne sprzążki.

## Występowanie i siedlisko
Znane jest występowanie stożkówki półkulistej głównie w Europie. Jest tutaj szeroko rozprzestrzeniona; występuje od Hiszpanii po Islandię i około 65° szerokości geograficznej na Półwyspie Skandynawskim. Poza tym notowana w stanie Illinois w USA. W Europie jest gatunkiem częstym. W piśmiennictwie naukowym na terenie Polski podano liczne stanowiska.
Rośnie na ziemi na łąkach, pastwiskach, polach uprawnych, w ogrodach, na nieużytkach, w lasach liściastych i iglastych, na obrzeżach lasów. Owocniki wytwarza od lipca do listopada.

## Znaczenie
Saprotrof. Wśród stożkówek nie ma grzybów jadalnych, niektóre są trujące. Również stożkówka półkulista jest grzybem trującym lub niejadalnym.